# Kursko-arakska nizina
Kursko-arakska nizina (azerski: Kür-Araz ovalığı, ruski: Кура́-Ара́ксинская низменность, низменность Кюр-Араз), ravnica u Azerbajdžanu.

## Zemljopisne osobine
Predstavlja prostranu aluvijalnu ravan duž donjih tokova rijeka Araksa i Kure u južnim i središnjim dijelovima Azerbajdžana, a zapadno od obala Kaspijskog jezera. Dio je Aralsko-kaspijske nizine. Dužina nizine iznosi oko 250 km, a širina oko 150 km. Dimenzije joj se konstantno povećavaju zbog intenzivne erozije izdignutijeg tla u rubnim područjima. Maksimalna nadmorska visina ne prelazi 200 m (u zapadnim dijelovima) dok su središnji i istočni dijelovi ispod razine mora. 
Nizina je sastavljena od dva fiziološki različita dijela. Sjeverni dio uz dolinu Kure je znatno širi i niži u odnosu na područje uz rijeku Aras. Krečući prema istoku nizina postepeno prelazi u prikaspijsku obalnu ravnicu, dok se na krajnjem jugoistoku nastavlja na Lenkoranjsku nizinu koja se prostire između Kaspijskog jezera i Tališkog masiva. Nizinsko zemljište se na sjeveru prostire sve do obronaka Velikog Kavkaza, a na zapadu do Malog Kavkaza, a na jugu je Tališki masiv. 
Nizina je podijeljena na 4 manje cjelina: Karabaška, Miljska, Muganska i Širvanska ravnica. 
Zemljišni pokrivač je dosta siromašan, a dominiraju pepeljasta zemljišta i kserofitna polupustinjska vegetacija. U istočnim dijelovima ima dosta močvara. Podtemne vode su slane. Dno je prekriveno marinskim sedimentima aluvijalnog i diluvijalnog podrijetla, a dominiraju gline, pijesak i šljunak. U istočnim dijelovima postoje velike zalihe nafte. Uz obale rijeka rastu rjeđe šume vrbe, topole i brijesta. 
Karakteristična je topla i suha klima s vrućim ljetima i oskudnom količinom padalina. Srpanjski temperaturni prosjek kreće se između 25 – 28 °C, dok je siječanjski prosjek 1,3 – 3,6 °C. Prosječna količina padalina kreće se između 200 i 400 mm. Sniježne padaline su rijetkost.
Zemljište je dosta suho i potrebno je obilno navodnjavanje za poljoprivrednu proizvodnju. Širom nizine prisutne su brojne plantaže nara, mandarina, trešanja, višanja, persimona i feijoe. Također se uzgaja pamuk i vinova loza.

## Arheologija
Na prostoru nizine nalazila se Kursko-arakska kultura koja je postojala između 4000. pr. Kr. i 2000. pr. Kr. Prostirala se na području današnjeg Azerbajdžana, Armenije, Gruzije, sjeveroistočne Turske i sjevernog Irana.

## Vanjske poveznice
- Кура-Араксинская низменность, Velika sovjetska enciklopedija
- КУРА́-АРА́КСИНСКАЯ НИ́ЗМЕННОСТЬ  Arhivirana inačica izvorne stranice od 29. rujna 2020. (Wayback Machine), Velika ruska enciklopedija
- Kura-Aras Lowland, Encyclopædia Britannica